# Bactrocera ishigakiensis
Bactrocera ishigakiensis
 es una especie de díptero que Tokuichi Shiraki describió por primera vez en 1968. Bactrocera ishigakiensis pertenece al género Bactrocera de la familia Tephritidae. 